# Emma (manga)
Emma är en manga i 7 delar av Kaoru Mori.
Emma har även blivit en TV-anime med titeln Emma: A Victorian Romance (英國戀物語エマ, Eikoku koi monogatari Emma).

## Handling
Emma utspelar sig i England under den viktorianska tidsepoken, starkt präglad av klasskillnader. När William Jones, son till en rik och högt uppsatt affärsman, kommer för att träffa sin gamla guvernant får han möta Emma som är guvernantens piga. Han blir direkt kär i henne. Emma inser direkt det omöjliga i deras kärlek och flyr från den.